# 李祜 (道光进士)
李祜（1818年—1873年 ），字笃生，一字实仲，号受之，又号翰承、海麓，内务府汉军正白旗人。清朝官员，进士出身。

## 生平
道光丁酉科举人，庚子科进士。选翰林院庶吉士，改兵部主事。候補道，四川寧遠府、龙安府知府、同治朝云南迤东道，賞加按察使銜。

## 家庭
- 祖父李恩繹，嘉慶十三年進士，江西、廣西布政使。
- 父李希增，道光二年（1822年）壬午恩科进士，西安府知府。
- 胞弟李祉，咸丰庚申进士。